# 霜月騒動
霜月騒動（しもつきそうどう）とは、鎌倉時代後期の弘安8年11月17日（1285年12月14日）に鎌倉で起こった鎌倉幕府の政変。8代執権北条時宗の死後、元寇後の論功問題等への対応のため、9代執権北条貞時の外戚で有力御家人・安達泰盛が進めた改革・弘安徳政が行き詰まりを見せると、内管領・平頼綱ら反対派の勢力と対立が激化し、頼綱方の先制攻撃を受けて泰盛は討たれ、その一族郎党も尽く滅ぼされた。騒動はさらに関東、九州を中心に地方へ広がり幕府を二分する大規模な内乱となった。霜月の変、弘安合戦、安達泰盛の乱、秋田城介（あきたじょうのすけ）の乱ともいう。
源頼朝没後に繰り返された北条氏と有力御家人との間の最後の抗争であり、この騒動の結果、幕府創設以来の有力御家人の政治勢力は壊滅し、平頼綱率いる得宗家被官（御内人）勢力の覇権が確立した。

## 背景
霜月騒動は、幕府の有力御家人である安達泰盛と御内人である平頼綱の権力闘争という至極、単純化された説明をされることが多いが、背景は複雑で、利害が対立した者は広範囲にわたり、この事件の直後に勃発した岩門合戦等、全国を二分する大きな争いとなっており、鎌倉幕府滅亡の遠因ともなっている。
文永11年（1274年）10月、および弘安4年（1281年）7月に生じた二度の元寇という未曾有の国難に見舞われた鎌倉幕府は、本来は鎌倉幕府と直接の主従関係にない本所一円地住人と呼ばれる公家・寺社が一元的に支配する荘園･国衙領の非御家人の武士も動員したこと、防衛戦であったがために動員した御家人、非御家人に対する論功行賞で与える十分な土地がなかったこと、鎌倉幕府の処理能力を超えて勢力範囲を拡張しすぎたこと、当時は分割相続が基本で、世代が下るほど、所領が細分化され生活苦となる武士が増えたこと、内外に難題を抱える中で三度目の元寇に備えなければならなかったこと等により、幕政運営に大きな歪みが生じていた。
弘安7年（1284年）4月に執権・北条時宗が34歳の若さで死去すると、次代執権貞時の外祖父として幕政を主導する立場となった安達泰盛は弘安徳政と呼ばれる幕政改革に着手し、同年7月「新御式目」と呼ばれる38カ条からなる追加法(四九一～五二八条)を発布した。一宮・国分寺の興行、関東御領の興行、悪党の禁圧、倹約の励行、河手・津料・沽酒・押買の禁止、鎮西神領の興行・回復、鎮西の名主職安堵、引付の興行、田文の調進、所領の無償回復令など、次つぎに法令が発せられ、実施されていった。主な目的はこれまで正式には幕府の支配下になかった本所一円地住人（非御家人）を正式な御家人として、幕府に取り込むことにあるが、国衙の管轄下にあった諸国の国分寺・一宮を守護の保護下に置き、幕府による交通・流通への関与を強めるため、河手・津料・沽酒・押買の禁止を行い、流出した鎮西（九州）の神社の社領を無償で回復するとともに売買を禁ずる等、多岐に渡る改革であった。条文が現存しないために詳細は不明であるが、永仁の徳政令の先例をなす法令もあったとする説もある。
所領返還や徳政は元の権利者の反発を生み、本所一円地住人の御家人化は、従前の領主や旧来からの御家人の反発を生み、御家人層を拡大し将軍権威を発揚して得宗権力と御内人の幕政への介入を抑制する政策は、北条一門の他、旧来からの御家人及び御内人の反発を生み、改革は早々に行き詰まりを見せ、かつ九州を中心に各地で訴訟が頻発したが、幕府の処理能力を大幅に超えており、機能不全の様相を呈していた。この改革は北条時宗の死後、早々に発布されていることから時宗が構想したものと思われるが、北条一門に対する制限もあり、時宗が早逝すると、北条一門や御家人、御内人の反発も強く、将軍でも北条氏でもない安達泰盛が主導して進めることは困難を極めた。
弘安7年の段階で既に方針の修正が迫られ、翌8年の段階では追加法の発布もなくなって改革は事実上の破綻状態を来したまま、同年11月17日（1285年12月14日）の霜月騒動による安達泰盛の滅亡とともに終焉を迎えた。

## 経過
弘安8年（1285年）11月4日と14日に頼綱は日光山別当源恵に依頼し、泰盛討滅の祈祷を行った。合戦の状況を語る唯一の一次史料である『霜月騒動覚聞書』によると、11月17日の午前中、松谷の別荘に居た泰盛は、周囲が騒がしくなった事に気付き、昼の12時頃塔ノ辻にある出仕用の屋形に出かけ、貞時邸に出仕したところを御内人の手勢に阻まれたため、遂には武力衝突が勃発し、死者30名、負傷者10名余りに及んだ。
これを機に頼綱は泰盛謀反と称して、それを誅滅するための兵を発した。両勢は鎌倉市内で大規模な合戦を展開し、将軍御所が延焼された。安達一族は激しく抵抗するも、午後4時頃に大勢が決し、泰盛とその嫡子宗景、弟長景は討たれた。泰盛の末弟の時景は相模国飯山（現・厚木市）に逃亡したが殺害され、既に他家に嫁いだ女性を除き、泰盛の一族500名余りは尽く殺戮され、安達本宗家は根絶やしにされた。
騒動は全国に波及して各地で泰盛派が追討を受け、殺害された。安達氏の基盤である上野国・武蔵国の御家人の被害は多く、武蔵では武藤少卿左衛門、遠江国では泰盛の甥宗顕、常陸国では泰盛の弟重景、信濃国では伴野彦二郎盛時らが討死・自害。鎮西特殊合議訴訟機関（鎮西探題の前身）で実務にあたっていた泰盛の次子盛宗も岩門城で少弐経資に攻められて敗死した（岩門合戦）。これだけの数の御家人らが組織的な反抗を起こすことなく、一気に討伐・誅殺されたのは用意周到な計画の元で時間を定めて一斉に襲撃したためと見られる。
泰盛与党として討滅されたのは安達一族の他、伴野長泰、少弐景資、藤原相範、吉良貞氏、殖田又太郎（大江泰広）、小早川三郎左衛門、三科蔵人、天野景村、伊賀景家、二階堂行景、（大井）美作三郎左衛門、綱島二郎入道、池上藤内左衛門尉、行方少二郎、南部孫二郎（政連？）、有坂三郎、鎌田弥藤二左衛門尉など、幕府創設以来の多くの有力御家人層が見られる。一方、頼綱方の討手として得宗被官化した御家人の佐々木氏、今川氏、千葉氏なども加わっており、少弐氏のように同族内でも頼綱方と泰盛方に分かれた場合があるなど、幕府を大きく二分した争乱であった。泰盛と縁戚関係のあった金沢顕時（泰盛の娘婿）は死を逃れたものの下総国にて蟄居の身となり、宇都宮景綱、長井宗秀らは失脚した。

## 霜月騒動後の鎌倉幕府
実権を握った平頼綱は泰盛の弘安改革を否定し、幕府の人事は得宗を頂点に大仏流、名越流を中心に北条一族の支配となり、足利氏ら旧来の御家人の姿は無かった（得宗専制）。京都では泰盛と協調して弘安徳政を行っていたと見られる亀山上皇の院政停止（持明院統伏見天皇即位）が行われた。
権勢を誇った頼綱も8年後の平禅門の乱で滅亡することになるが、泰盛の弟の子孫（安達時顕）及び頼綱の弟の子孫（長崎氏）は、再び取り立てられて両家間で婚姻関係を結ぶまでになり、北条得宗家が滅亡した東勝寺合戦において両家とも得宗家と運命をともにすることになった。

## 将軍問題
『保暦間記』によると、頼綱は泰盛の子宗景が源頼朝の落胤であると称して源氏に改姓し、謀反を起こして将軍になろうとしている、と貞時に讒言したという。泰盛は源氏将軍に伝えられる「髭切太刀」を京都のある霊社から探し出して法華堂の御逗子に納めていた。髭切りの太刀は霜月騒動で行方不明になったのち、12月5日に探し出され、貞時によって「赤字の錦袋」（平氏を称する北条氏は赤旗）に包まれて再び法華堂に奉納された。
本来将軍と御家人の主従関係で成り立っていた幕府内部において、総領制が行き詰まる中で零細化した御家人が得宗被官の御内人として取り込まれ、得宗と御内人の主従関係を築くようになっていた。泰盛の改革で救済対象であった零細御家人は、御内人として得宗方の討手に回ったのである。一方、幕府創設以来の御家人達にとって、内管領・御内人が権勢を振るう事への反発は強く、それら外様御家人層の多くが泰盛方に加わっていた。将軍問題は得宗が幕府の頂点にありながらも、その出自の低さ故に自ら将軍になる事の出来ない北条氏が最後まで乗り越える事の出来ない壁となっていた。